# الدوري التونسي لكرة اليد 1993–94
الدوري التونسي لكرة اليد 1993-1994 هو الدورة 39 من الدوري التونسي لكرة اليد للرجال.
فاز بهذا الموسم مكارم المهدية.

## روابط خارجية
- الموقع الرسمي للجامعة التونسية لكرة اليد.